# 4AD
4AD ist ein Label für Independent- und Alternative-Musik in Großbritannien.

## Geschichte
4AD wurde 1980 von Ivo Watts-Russell und Peter Kent mit Unterstützung von Beggars Banquet Records unter dem Namen Axis Records gegründet, änderte aber kurze Zeit später seinen Namen in 4AD, da Axis schon von einer anderen Firma in der Musikbranche genutzt wurde. 1980 verließ Peter Kent 4AD, um seine eigene Plattenfirma Situation Two Records zu gründen. Kurze Zeit später begann Ivo Watts-Russell mit dem Grafiker Vaughan Oliver zusammenzuarbeiten, dessen visuell eigenständige Arbeiten die künstlerisch-atmosphärische Musik, die zu dieser Zeit auf 4AD erschien, ergänzte. Mitte der 1980er Jahre erreichte 4AD mit seinen Aushängeschildern This Mortal Coil, Cocteau Twins und Dead Can Dance eine große Bekanntheit auch außerhalb Großbritanniens.
In der zweiten Hälfte der 1980er Jahre diversifizierte sich 4AD mit amerikanischen Alternative-Rockbands wie den Throwing Muses und den Pixies oder englischen Gitarrenrockbands wie Lush.
Zu Beginn der 1990er Jahre erweiterte 4AD seine Aktivitäten in Nordamerika mit der Gründung einer Filiale in Los Angeles und erreichte Erfolge mit den Breeders und den Red House Painters. 1999 verkaufte Ivo Watts-Russell seine Anteile an die aus Beggars Banquet Records hervorgegangene Beggars Group, die das Label mit Künstlern wie Blonde Redhead, TV on the Radio oder Scott Walker weiterführt.
Der größte kommerzielle Erfolg von 4AD war erstaunlicherweise 1987 die Einzelveröffentlichung der Single Pump Up the Volume von M/A/R/R/S, ein sehr einflussreiches House/Techno-Stück, das ähnlich wie das zur gleichen Zeit erschienene Beat Dis von Bomb the Bass den Sound der damaligen englischen House-Szene aufgriff und sehr stark Samples einsetzte.

## Musiker und Musikgruppen
- 50 Foot Wave
- Anne Clark
- Bauhaus
- Beirut
- Belly
- Big Thief
- Blonde Redhead
- Brendan Perry
- Cass McCombs
- Clan of Xymox
- Cocteau Twins
- Colourbox
- Cuba
- Daughter
- Dead Can Dance
- Dif Juz
- Efterklang
- Future Islands
- Future of the Left
- Grimes
- GusGus
- Heidi Berry
- His Name Is Alive
- Insides
- Kristin Hersh
- Lisa Gerrard
- Lisa Germano
- Lush
- Magnetophone
- Mark Lanegan
- Michael Brook
- Mojave 3
- Modern English
- Neil Halstead
- Pieter Nooten
- Pale Saints
- Piano Magic
- Pixies
- Rachel Goswell
- Red House Painters
- Rema Rema
- Scott Walker
- Scheer
- Sohn
- Spasmodic Caress
- Sybarite
- Tarnation
- Tanya Donelly
- The Breeders
- The Mountain Goats
- The Wolfgang Press
- The National
- The Birthday Party
- The Hope Blister
- Thievery Corporation
- This Mortal Coil
- Throwing Muses
- Tones on Tail
- Tune-Yards
- TV on the Radio
- Ultra Vivid Scene
- Underground Lovers
- Unrest
- Vinny Miller
- Xmal Deutschland